# Kramarșciîna, Hadeaci
Kramarșciîna (în ucraineană Крамарщина) este un sat în comuna Rozbîșivka din raionul Hadeaci, regiunea Poltava, Ucraina.

## Demografie
Componența lingvistică a localității Kramarșciîna
     Ucraineană (88%)
     Română (12%)
Conform recensământului din 2001, majoritatea populației localității Kramarșciîna era vorbitoare de ucraineană (88%), existând în minoritate și vorbitori de română (12%).